# Charles Dellon
Pour les articles homonymes, voir Dellon.
Charles Dellon, né à Agde le 17 décembre 1649, mort vers 1710, est un médecin et écrivain français, connu principalement pour son livre publié en 1687, Relation de l'Inquisition de Goa.

## Biographie
Dellon voyagea beaucoup durant sa vie. Il embarque à 17 ans à Port-Louis comme second chirurgien à bord du vaisseau La Force. 
En 1668, âgé de 19 ans, il est au service de la Compagnie française des Indes orientales, et fait ainsi son premier voyage en Inde. En 1673, il démissionne de la Compagnie et s'établit comme médecin à Daman, dans l'enclave de Goa des Indes portugaises . 
En 1673, il fut médecin de Furtado de Mendonça et il rencontra des problèmes avec l'Inquisition portugaise. De retour en France, il termina ses études et entra au service du prince de Conti. Plus tard, il se maria avec la fille d'un riche boucher et s'établit à Paris, où il mourut vers 1710.

## Livres
L'œuvre pour laquelle il est connu, Relation de l'lnquisition de Goa, publiée pour la première fois en 1687 à Leyde et en 1688 à Paris, fut un véritable succès, immédiatement traduit en allemand, anglais et hollandais et rééditée à plusieurs reprises durant le XVIIIe siècle. Dans ce livre, Dellon narre son procès et son incarcération par l'Inquisition portugaise de Goa, à Daman et plus tard au Brésil et à Lisbonne, soit au total pendant 18 mois. On l'accusa de nier la validité du baptême et d'avoir blasphémé contre l'adoration d'un crucifix et d'une image de Marie, et en plus d'avoir critiqué l'Inquisition. Alors qu'il est catholique, ces accusations interviennent dans un contexte de méfiance extrême contre les protestants qui venaient alors aux Indes comme Tavernier, Chardin ou Destremau. Dellon fut excommunié, se vit confisquer tous ses biens et fut condamné à cinq années de galères. Ce récit eut une énorme influence sur les auteurs postérieurs, ainsi par exemple Voltaire s'en inspira dans son Candide.
On doit également à Dellon la Relation d'un voyage des Indes orientales  et le Traité des maladies particulières aux pays orientaux.

## Pour aller plus loin
L'Inquisition de Goa. La relation de Charles Dellon (1687). Étude, édition & notes de Charles Amiel & Anne Lima, Chandeigne, 1997.